# Mischa Levitzki
Mischa Levitzki (Krementxuk, Ucraïna, 25 de maig de 1898 -Avon-by-the-Sea, Nova Jersey, Estats Units, 2 de gener de 1941) fou un pianista ucraïnès nacionalitzat estatunidenc.
Inicià els estudis a Berlín amb el mestre Ernő Dohnányi, prosseguint-los en l'Acadèmia Reial de Música de la mateixa capital, i als vuit anys feu la seva presentació en el Teatre Municipal d'Anvers.
El 1916 era aclamat com a concertista en l'Aeolian Hall de Nova York, caracteritzant-se per la seva singular tècnica i una elegància poc comú de to i d'estil, en un repertori molt selecte. En els seus últims quinze anys era considerat com un dels primers intèrprets del món musical estatunidenc, corregent sense parar els Estats de la Unió.
El 29 de juny de 1940 donà el seu últim concert en el Town Hall, de Nova York, dedicant-se des de llavors a treballs de transcripció.